# 乙二胺双氢溴酸盐
乙二胺双氢溴酸盐是一种化合物，化学式为C2H10N2Br2。它是单斜晶系晶体，空间群C2/m。它可由乙二胺的甲醇溶液和40%氢溴酸水溶液反应得到。它和三氧化二锑按5:2化学计量比在浓氢溴酸（48%）中反应，可以结晶出[C2H10N2]5(Sb2Br11)2·4H2O晶体。